# Ванендерт, Йелле
Йелле Ванендерт (нидерл. Jelle Vanendert, род. 19 февраля 1985 в Руселаре, Бельгия) — бельгийский профессиональный шоссейный велогонщик, выступающий за команду Мирового тура «Lotto Soudal». Победитель этапа Тур де Франс, призёр велогонок Мирового тура UCI.

## Достижения
2005
1-й Кольцо Валлонии
2006
1-й Гран-при Верегема
1-й — Этап 2 Ронд де л'Изар
3-й Джиро делле Реджиони
5-й Чемпионат мира U23 в групповой гонке
7-й Чемпионат Европы U23 в групповой гонке
2007
1-й Вламсе Пейл
2011
1-й — Этап 14 Тур де Франс
6-й Флеш Валонь
9-й Классика Сан-Себастьяна
2012
2-й Амстел Голд Рейс
4-й Флеш Валонь
10-й Льеж — Бастонь — Льеж
2014
2-й Амстел Голд Рейс
6-й Флеш Валонь
6-й Классика Сан-Себастьяна
2018
2-й Тур Бельгии
1-й — Этап 4
3-й Флеш Валонь
10-й Амстел Голд Рейс
2019
9-й Флеш Валонь

## Статистика выступлений

### Гранд-туры
| Гонка           | 2008 | 2009 | 2010 | 2011 | 2012 | 2013 | 2014 | 2015 | 2016 | 2017 | 2018 |
| --------------- | ---- | ---- | ---- | ---- | ---- | ---- | ---- | ---- | ---- | ---- | ---- |
| Джиро д'Италия  | —    | НФ   | —    | —    | —    | —    | —    | —    | 92   | —    | —    |
| Тур де Франс    | —    | —    | —    | 19   | 29   | —    | —    | —    | —    | НФ   | —    |
| Вуэльта Испании | НФ   | —    | НФ   | —    | —    | НФ   | —    | НФ   | —    | —    | —    |

| —  | Не участвовал  |
| НФ | Не финишировал |